# يزيد بن الحارث
يزيد بن الحارث المعروف بأمه يزيد بن فسحم (المتوفي سنة 2 هـ) صحابي من بني كعب بن الخزرج بن الحارث بن الخزرج، آخى النبي محمد بينه وبين ذي الشمالين بن عبد عمرو الخزاعي، وشهد مع النبي محمد غزوة بدر، وقُتل فيها؛ قتله نوفل بن معاوية الديلي، وقيل طعيمة بن عدي.